# Lókachi
Lókachi (ucraniano: Ло́качі; polaco: Łokacze) es un asentamiento de tipo urbano de Ucrania, capital del raión homónimo en la óblast de Volinia.
En 2017 la localidad tenía 3947 habitantes.
Se conoce su existencia desde el siglo XVI, cuando se menciona en documentos como un pueblo de la República de las Dos Naciones. En la partición de 1793 se integró en el Imperio ruso, hasta que en 1918 pasó a formar parte de la Segunda República Polaca. En 1940, la Unión Soviética le otorgó el estatus urbano.
Se ubica unos 20 km al este de Volodímir-Volinski y unos 40 km al oeste de Lutsk, al sur de la carretera H22 que une ambas ciudades.